# Acropyrgota flavescens
Acropyrgota flavescens är en tvåvingeart som beskrevs av Friedrich Georg Hendel 1914. Acropyrgota flavescens ingår i släktet Acropyrgota och familjen Pyrgotidae. Inga underarter finns listade i Catalogue of Life.